# Lúcia Machado de Almeida
Lúcia Machado de Almeida (n. 1912, Santa Luzia, Minas Gerais – d. 30 aprilie 2005, Indaiatuba) a fost o scriitoare braziliană.